# Марчеллетти, Карло
Карло Марчеллетти (итал. Carlo Marcelletti, 19 июля 1944 года — 6 мая 2009 года) — известный детский кардиохирург. Родился в небольшом городке Майолати-Спонтини, умер в Риме. Последние годы жизни оперировал в центральном госпитале Палермо. 
Прославился тем, что первым в 1986 году успешно осуществил операцию по пересадке сердца ребёнку. Также проводил сложные операции по разделению сиамских близнецов.